# 香杏丽蘑
香杏丽蘑（学名：Calocybe gambosa，欧洲俗称圣乔治蘑菇，中国俗称口蘑、虎皮口磨/香蕈）是丽蘑属真菌。在中国生长在蒙古草原上，一般生长在有羊骨或羊粪的地方，味道异常鲜美。由于旧时河北省张家口市是此类蘑菇及其它蒙古土特产输往内地前的集散地，所以此类蘑菇在北京和天津被称为“口蘑”，“口”即张家口。